# Toftesø
Toftesø är en sjö i Danmark. Den ligger i Region Nordjylland, i den norra delen av landet. Toftesø, som har varit torrlagd i mer än 200 år, vattenfylldes igen år 1973. Den ligger 3 meter över havet. och arean är 0,56 kvadratkilometer. Sjön sträcker sig 0,7 kilometer i nord-sydlig riktning, och 1,1 kilometer i öst-västlig riktning.
Trakten runt Toftesø består i huvudsak av träskmarker. I   närheten av Toftesø ligger Birkesø.